# Вяйкевяйн
Вя́йкевя́йн (эст. Väike väin) — пролив между островами Сааремаа (Эзель) и Муху (Моон) в Эстонии.

## Описание
Первое упоминание о проливе относится к 1458 году.

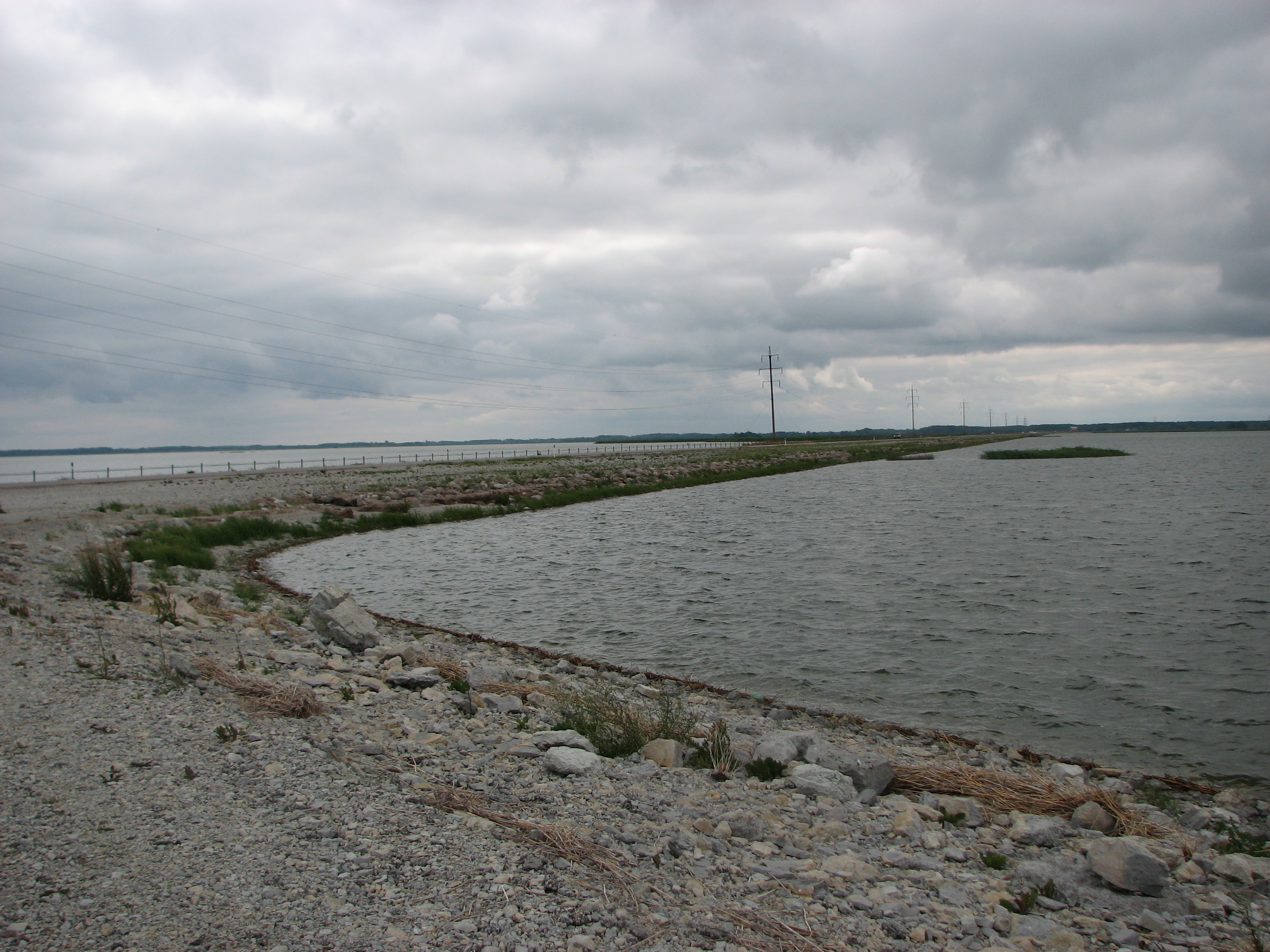
Дамба через пролив Вяйкевяйн

Ширина пролива от 2 до 4 км, длина вдоль юго-западного побережья острова Муху — 13 км, от острова Кыйнасту до острова Суурлайд — 11 км, глубина обычно не превышает 3 м.
В проливе более 20 небольших заливов и бухт, самые крупные — Киндалайд (30,4 га), Кыпуссааре (15,6 га) и Илликлайд (5,5 га). В посёлке Ориссааре и в деревне Когува есть лодочные гавани.
Через пролив насыпана дамба Вяйнатамм длиной 3,6 км, связывающая острова Сааремаа и Муху, по ней проложена автодорога и проведена высоковольтная электролиния. Её строительство велось согласно решению царского правительства с 1894 по 1986 год, при этом также использовались камни из Мухуского городища. Дамба Вяйнатамм — это самое длинное водное сооружение в Эстонии.
До завершения строительства плотины почту, людей и товары перевозили через пролив на мелкодонных судах, так называемых «коньках». Это было трудозатратным занятием и отнимало много времени, так как навигация только под парусами затруднялась из-за сильного ветра и течения.
При малом уровне воды в проливе и сильных западных или восточных ветрах песок, отложившийся в середине пролива, обнажается на сотни метров, а иногда и на несколько километров, то по одну, то по другую сторону плотины.
Обычно большую часть зимы Вяйкевяйн покрыт льдом. Лишь в устье впадающего в пролив ручья Тиллунире сохраняется открытая вода, а весной участки вблизи устья быстрее освобождаются от ледяного покрова. Рыба в проливе больше похожа на озёрную: здесь встречаются плотва, линь, удильщик, серебристая щука и язь. Некогда знаменитые колонии кефали в проливе в основном были уничтожены плотиной, поскольку участки с песчаным дном почти исчезли, а из-за стоячей воды средняя температура воды слишком высока для нереста. Среди морских млекопитающих в проливе обитают как кольчатая нерпа, так и серый тюлень.

## Природоохранная проблема
По обеим сторонам плотины Вяйнатамм находится заповедник Вяйкевяйна, который был взят под охрану государства в 2006 году с целью сохранения различных типов морской и прибрежной среды обитания, а также среды обитания птиц. Площадь заповедника составляет 16 751 га. Район пролива является важным миграционным коридором для многих видов птиц.
В сентябре 2016 года тогдашний министр окружающей среды Марко Померанц организовал круглый стол по проливу Вяйкевяйн, где главный вопрос заключался в том, стоит ли тратить 10 миллионов евро на строительство проёмов в плотине Вяйнатамм,  чтобы избавиться от водоёмов, склонных к заилению, и чтобы вода, рыба и лодки снова могли перемещаться между частями пролива. По мнению участвовавших в обсуждении эстонских учёных, этого делать не стоит, потому что «благодаря дамбе условия жизни по обе стороны пролива значительно улучшились». Муниципалитеты Муху и Сааремаа, напротив, являются сторонниками этой идеи и считают необходимым обратиться к международному опыту спасения акваторий и восстановления видового богатства. Разобраться с проблемой должен помочь международный проект «Coast 4 Us Tallinn», которым занимается Институт морских систем Таллинского технического университета.